# Doryctopsis neozealandicus
Doryctopsis neozealandicus är en stekelart som beskrevs av Belokobylskij, Iqbal och Austin 2004. Doryctopsis neozealandicus ingår i släktet Doryctopsis och familjen bracksteklar. Inga underarter finns listade i Catalogue of Life.